# ریوسکه یاماموتو (بازیگر)
ریوسکه یاماموتو (انگلیسی: Ryosuke Yamamoto؛ زادهٔ ۱۵ مهٔ ۱۹۹۵) بازیگر، model اهل ژاپن است.